# NHL Global Series 2017

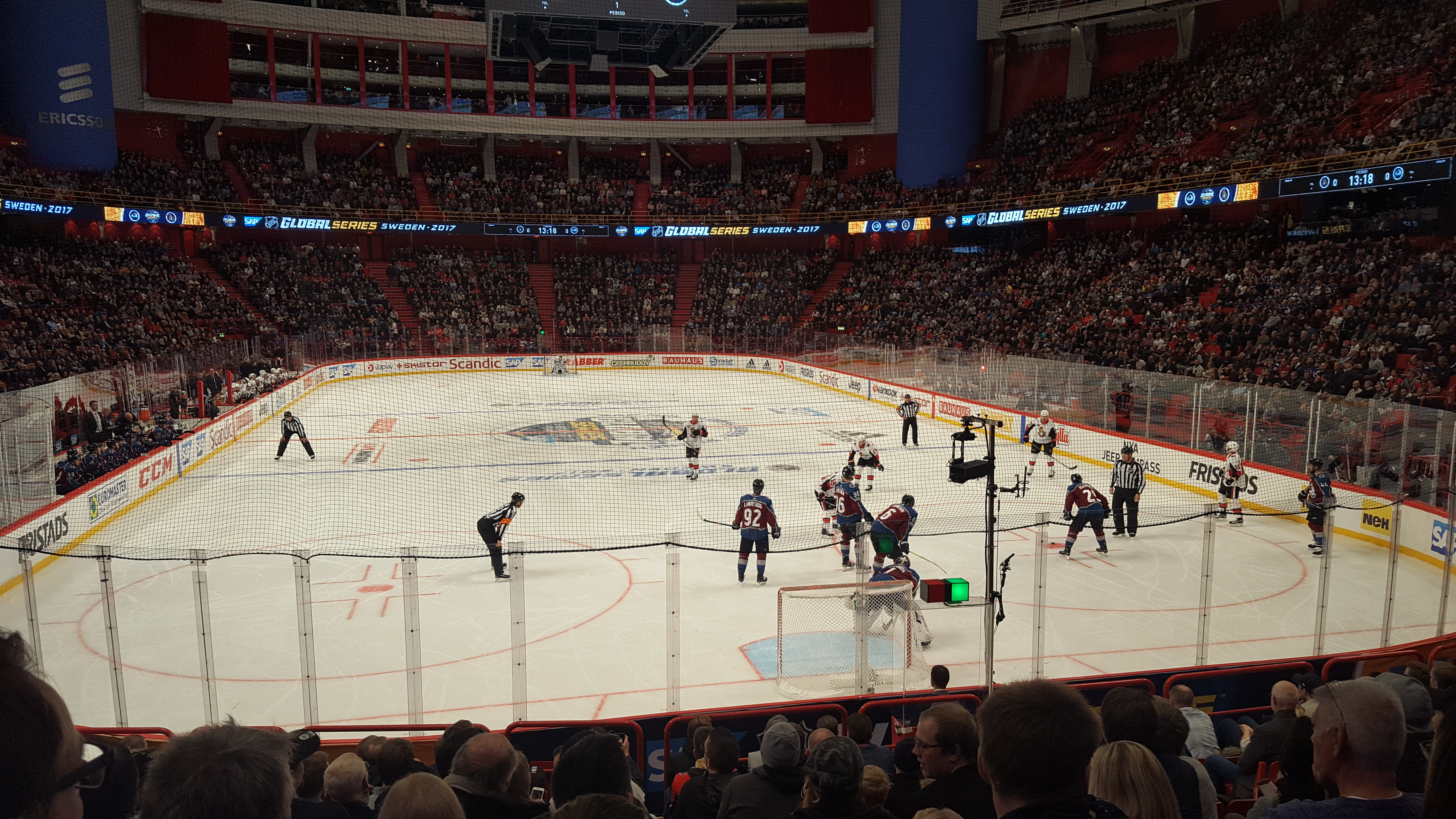
Första matchen mellan Colorado Avalanche och Ottawa Senators i Globen i Stockholm i Sverige den 10 november 2017.

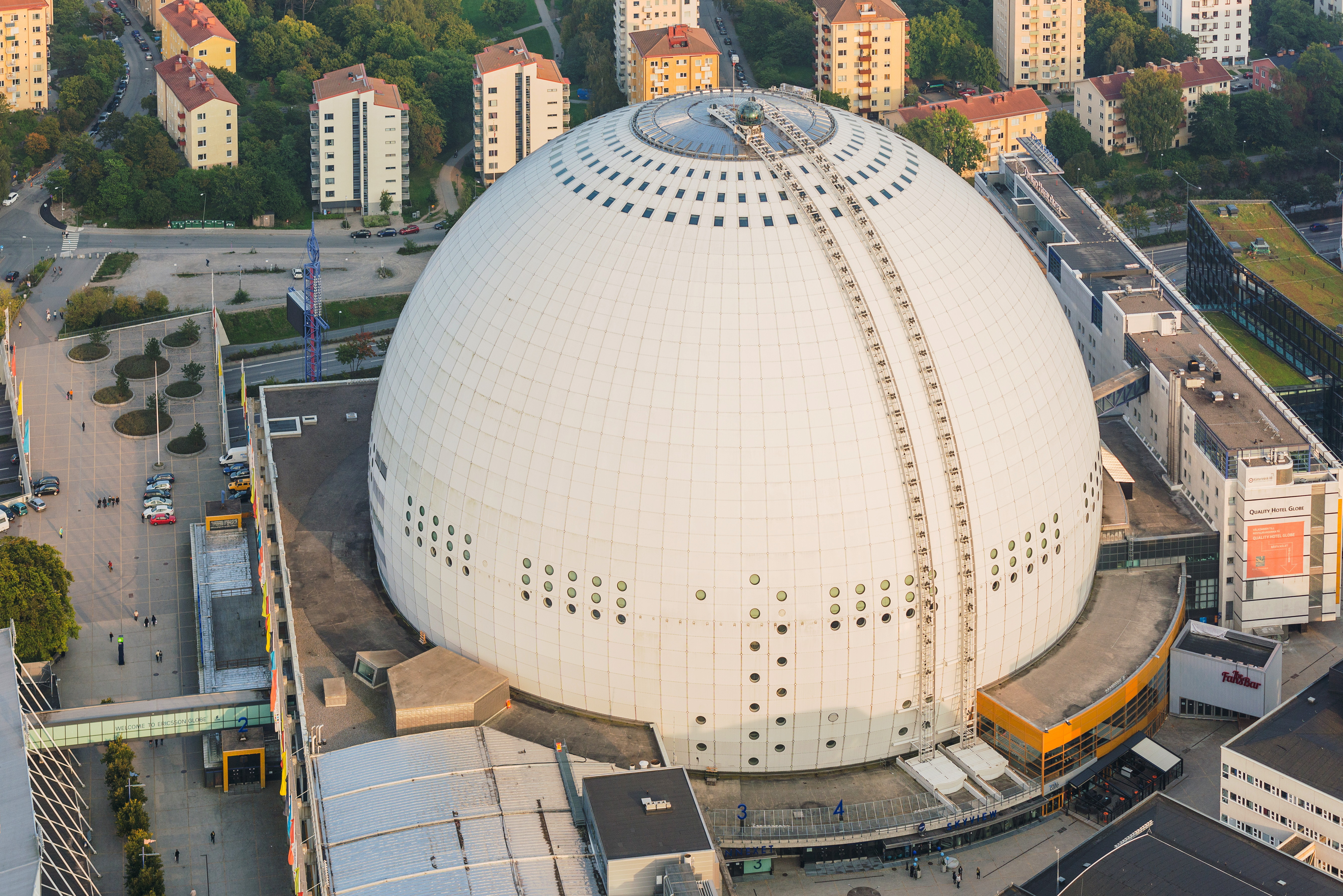
Arenan som stod värd för sportarrangemanget.

SAP NHL Global Series 2017 var ett sportarrangemang i den nordamerikanska ishockeyligan National Hockey League (NHL) där två grundspelsmatcher spelades mellan Colorado Avalanche och Ottawa Senators i Globen i Stockholm i Sverige den 10 och 11 november 2017.

## Första matchen (10 november)

### Laguppställningarna
| Vänsterforwards       | Centrar              | Högerforwards    |
| --------------------- | -------------------- | ---------------- |
| Gabriel Landeskog (C) | Nathan MacKinnon (A) | Mikko Rantanen   |
| Sven Andrighetto      | Alexander Kerfoot    | Nail Jakupov     |
| Matt Nieto            | J.T. Compher         | Blake Comeau     |
| Gabriel Bourque       | Colin Wilson         | Rocco Grimaldi   |
| Backar                |                      | Backar           |
| Samuel Girard         |                      | Tyson Barrie     |
| Nikita Zadorov        |                      | Erik Johnson (A) |
| Chris Bigras          |                      | Mark Barberio    |
|                       | Målvakter            |                  |
|                       | Semjon Varlamov      |                  |
|                       | Jonathan Bernier     |                  |
|                       | Tränare              |                  |
|                       | Jared Bednar         |                  |

| Vänsterforwards  | Centrar             | Högerforwards     |
| ---------------- | ------------------- | ----------------- |
| Zack Smith       | Matt Duchene        | Mike Hoffman      |
| Ryan Dzingel     | Derick Brassard     | Mark Stone (A)    |
| Tom Pyatt        | Nate Thompson       | Alexandre Burrows |
| Chris DiDomenico | Jean-Gabriel Pageau | Ben Harpur        |
| Backar           |                     | Backar            |
| Cody Ceci        |                     | Erik Karlsson (C) |
| Dion Phaneuf (A) |                     | Johnny Oduya      |
| Chris Wideman    |                     | Fredrik Claesson  |
|                  | Målvakter           |                   |
|                  | Craig Anderson      |                   |
|                  | Mike Condon         |                   |
|                  | Tränare             |                   |
|                  | Guy Boucher         |                   |

### Resultatet
|  | 10 november 2017 | Colorado Avalanche | 3 – 4 (efter övertid) | Ottawa Senators | Globen | |
|  |                  | Första perioden: Nail Jakupov (PP) (8:16) Assists: Kerfoot, Wilson Andra perioden: Alexander Kerfoot (9:41) Assists: Comeau, Girard Tredje perioden: Nathan MacKinnon (12:53) Assists: Rantanen, Landeskog Övertid — | Rapport               | Första perioden: (8:36) Fredrik Claesson Assists: Hoffman, Karlsson (15:10) Mark Stone Assists: Oduya, Wideman Andra perioden: (13:21) Chris DiDomenico Assists: Phaneuf, Pyatt Tredje perioden: — Övertid: (0:59) Mark Stone Assists: Brassard, Karlsson | Stockholm, Sverige Publik: 13 396 Domare: Steve Kozari & Brian Pochmara Linjedomare: Scott Driscoll & Tim Nowak | Stockholm, Sverige Publik: 13 396 Domare: Steve Kozari & Brian Pochmara Linjedomare: Scott Driscoll & Tim Nowak |
|  |                  | |                       | | Stockholm, Sverige Publik: 13 396 Domare: Steve Kozari & Brian Pochmara Linjedomare: Scott Driscoll & Tim Nowak | Stockholm, Sverige Publik: 13 396 Domare: Steve Kozari & Brian Pochmara Linjedomare: Scott Driscoll & Tim Nowak |
|  |                  | |                       | | Stockholm, Sverige Publik: 13 396 Domare: Steve Kozari & Brian Pochmara Linjedomare: Scott Driscoll & Tim Nowak | Stockholm, Sverige Publik: 13 396 Domare: Steve Kozari & Brian Pochmara Linjedomare: Scott Driscoll & Tim Nowak |

|                     | Colorado Avalanche | Ottawa Senators |
| ------------------- | ------------------ | --------------- |
| Powerplay           | 0/2                | 1/2             |
| Tacklingar          | 26                 | 18              |
| Vunna tekningar (%) | 37                 | 63              |
| Blockerade skott    | 17                 | 13              |
| Utvisningsminuter   | 4                  | 4               |

| Period  | Colorado Avalanche | Ottawa Senators |
| ------- | ------------------ | --------------- |
| Första  | 10                 | 9               |
| Andra   | 4                  | 12              |
| Tredje  | 4                  | 9               |
| Övertid | 1                  | 2               |
| Totalt  | 19                 | 32              |

#### Utvisningar
| Spelare         | Utvisning       | Utvisningsminuter | Tid             |
| Första perioden | Första perioden | Första perioden   | Första perioden |
| --------------- | --------------- | ----------------- | --------------- |
| —               | —               | —                 | —               |
| Andra perioden  |                 |                   |                 |
| J.T. Compher    | Roughing        | 2:00              | 05:41           |
| Gabriel Bourque | Tripping        | 2:00              | 03:04           |
| Tredje perioden |                 |                   |                 |
| —               | —               | —                 | —               |
| Källa:          |                 |                   |                 |

| Spelare                                            | Utvisning         | Utvisningsminuter | Tid             |
| Första perioden                                    | Första perioden   | Första perioden   | Första perioden |
| -------------------------------------------------- | ----------------- | ----------------- | --------------- |
| Mike Hoffman                                       | Delaying the game | 2:00              | 18:45           |
| Alexandre Burrows                                  | Hög klubba        | 2:00              | 13:14           |
| Andra perioden                                     |                   |                   |                 |
| —                                                  | —                 | —                 | —               |
| Tredje perioden                                    |                   |                   |                 |
| —                                                  | —                 | —                 | —               |
| Termer: Förseelser som leder till utvisningsstraff |                   |                   |                 |

### Statistik

#### Colorado Avalanche

##### Utespelare
| Spelare           | Mål | Assists | Poäng | +/− | Utvisningsminuter | Skott | Vunna tekningar (%) | Tacklingar | Tid på isen |
| ----------------- | --- | ------- | ----- | --- | ----------------- | ----- | ------------------- | ---------- | ----------- |
| Alexander Kerfoot | 1   | 1       | 2     | +1  | 0                 | 3     | 17                  | 1          | 14:56       |
| Nail Jakupov      | 1   | 0       | 1     | 0   | 0                 | 2     | —                   | 1          | 12:29       |
| Nathan MacKinnon  | 1   | 0       | 1     | +1  | 0                 | 2     | 40                  | 1          | 21:14       |
| Blake Comeau      | 0   | 1       | 1     | -2  | 0                 | 1     | 50                  | 3          | 16:24       |
| Samuel Girard     | 0   | 1       | 1     | +1  | 0                 | 0     | —                   | 2          | 21:55       |
| Gabriel Landeskog | 0   | 1       | 1     | 0   | 0                 | 2     | 0                   | 4          | 21:28       |
| Mikko Rantanen    | 0   | 1       | 1     | +1  | 0                 | 0     | 60                  | 2          | 19:48       |
| Colin Wilson      | 0   | 1       | 1     | 0   | 0                 | 0     | 29                  | 1          | 10:59       |
| Sven Andrighetto  | 0   | 0       | 0     | 0   | 0                 | 0     | 0                   | 1          | 14:16       |
| Mark Barberio     | 0   | 0       | 0     | 0   | 0                 | 2     | —                   | 0          | 21:10       |
| Tyson Barrie      | 0   | 0       | 0     | 0   | 0                 | 0     | —                   | 1          | 22:46       |
| Chris Bigras      | 0   | 0       | 0     | -1  | 0                 | 0     | —                   | 2          | 10:44       |
| Gabriel Bourque   | 0   | 0       | 0     | 0   | 2                 | 1     | —                   | 5          | 10:13       |
| J.T. Compher      | 0   | 0       | 0     | -3  | 2                 | 1     | 50                  | 1          | 15:16       |
| Rocco Grimaldi    | 0   | 0       | 0     | 0   | 0                 | 2     | —                   | 0          | 7:10        |
| Erik Johnson      | 0   | 0       | 0     | -2  | 0                 | 1     | —                   | 1          | 30:02       |
| Matt Nieto        | 0   | 0       | 0     | -3  | 0                 | 1     | —                   | 0          | 15:02       |
| Nikita Zadorov    | 0   | 0       | 0     | -1  | 0                 | 1     | —                   | 0          | 13:05       |
| Källa:            |     |         |       |     |                   |       |                     |            |             |

##### Målvakt
| Spelare         | Skott mot sig | Räddningar | Insläppta mål | Räddningsprocent | Utvisningsminuter | Tid på isen |
| --------------- | ------------- | ---------- | ------------- | ---------------- | ----------------- | ----------- |
| Semjon Varlamov | 32            | 28         | 4             | 0,875            | 0                 | 60:59       |
| Källa:          |               |            |               |                  |                   |             |

#### Ottawa Senators

##### Utespelare
| Spelare             | Mål | Assists | Poäng | +/− | Utvisningsminuter | Skott | Vunna tekningar (%) | Tacklingar | Tid på isen |
| ------------------- | --- | ------- | ----- | --- | ----------------- | ----- | ------------------- | ---------- | ----------- |
| Mark Stone          | 2   | 0       | 2     | +2  | 0                 | 6     | 100                 | 3          | 21:14       |
| Erik Karlsson       | 0   | 2       | 2     | +1  | 0                 | 2     | —                   | 2          | 22:30       |
| Fredrik Claesson    | 1   | 0       | 1     | 0   | 0                 | 5     | —                   | 1          | 15:29       |
| Chris DiDomenico    | 1   | 0       | 1     | +1  | 0                 | 2     | 0                   | 1          | 11:42       |
| Derick Brassard     | 0   | 1       | 1     | +2  | 0                 | 1     | 50                  | 2          | 18:33       |
| Mike Hoffman        | 0   | 1       | 1     | -1  | 2                 | 0     | —                   | 0          | 17:21       |
| Johnny Oduya        | 0   | 1       | 1     | +2  | 0                 | 2     | —                   | 0          | 18:07       |
| Dion Phaneuf        | 0   | 1       | 1     | +1  | 0                 | 1     | —                   | 0          | 16:03       |
| Tom Pyatt           | 0   | 1       | 1     | +1  | 0                 | 0     | 0                   | 2          | 17:59       |
| Chris Wideman       | 0   | 1       | 1     | +1  | 0                 | 1     | —                   | 0          | 8:27        |
| Alexandre Burrows   | 0   | 0       | 0     | 0   | 2                 | 2     | —                   | 1          | 15:19       |
| Cody Ceci           | 0   | 0       | 0     | -1  | 0                 | 2     | —                   | 1          | 21:13       |
| Matt Duchene        | 0   | 0       | 0     | -1  | 0                 | 2     | 50                  | 0          | 16:44       |
| Ryan Dzingel        | 0   | 0       | 0     | +1  | 0                 | 2     | —                   | 0          | 17:29       |
| Ben Harpur          | 0   | 0       | 0     | -1  | 0                 | 0     | —                   | 3          | 16:23       |
| Jean-Gabriel Pageau | 0   | 0       | 0     | +1  | 0                 | 2     | 71                  | 1          | 14:25       |
| Zack Smith          | 0   | 0       | 0     | -1  | 0                 | 2     | 86                  | 0          | 15:03       |
| Nate Thompson       | 0   | 0       | 0     | 0   | 0                 | 0     | 77                  | 1          | 15:51       |
| Källa:              |     |         |       |     |                   |       |                     |            |             |

##### Målvakt
| Spelare        | Skott mot sig | Räddningar | Insläppta mål | Räddningsprocent | Utvisningsminuter | Tid på isen |
| -------------- | ------------- | ---------- | ------------- | ---------------- | ----------------- | ----------- |
| Craig Anderson | 19            | 16         | 3             | 0,842            | 0                 | 60:34       |
| Källa:         |               |            |               |                  |                   |             |

## Andra matchen (11 november)

### Laguppställningarna
| Vänsterforwards  | Centrar             | Högerforwards     |
| ---------------- | ------------------- | ----------------- |
| Nick Paul        | Matt Duchene        | Mike Hoffman      |
| Ryan Dzingel     | Derick Brassard     | Mark Stone (A)    |
| Tom Pyatt        | Jean-Gabriel Pageau | Alexandre Burrows |
| Chris DiDomenico | Nate Thompson       | Ben Harpur        |
| Backar           |                     | Backar            |
| Fredrik Claesson |                     | Erik Karlsson (C) |
| Dion Phaneuf (A) |                     | Johnny Oduya      |
| Chris Wideman    |                     | Cody Ceci         |
|                  | Målvakter           |                   |
|                  | Mike Condon         |                   |
|                  | Craig Anderson      |                   |
|                  | Tränare             |                   |
|                  | Guy Boucher         |                   |

| Vänsterforwards       | Centrar              | Högerforwards    |
| --------------------- | -------------------- | ---------------- |
| Gabriel Landeskog (C) | Nathan MacKinnon (A) | Mikko Rantanen   |
| Sven Andrighetto      | Alexander Kerfoot    | Nail Jakupov     |
| Matt Nieto            | J.T. Compher         | Blake Comeau     |
| Gabriel Bourque       | Colin Wilson         | Rocco Grimaldi   |
| Backar                |                      | Backar           |
| Mark Barberio         |                      | Erik Johnson (A) |
| Samuel Girard         |                      | Tyson Barrie     |
| Andrej Mironov        |                      | Chris Bigras     |
|                       | Målvakter            |                  |
|                       | Jonathan Bernier     |                  |
|                       | Semjon Varlamov      |                  |
|                       | Tränare              |                  |
|                       | Jared Bednar         |                  |

### Resultatet
|  | 11 november 2017 | Ottawa Senators | 4 – 3   | Colorado Avalanche | Globen | |
|  |                  | Första perioden: — Andra perioden: Mike Hoffman (PP) (0:12) Assists: Brassard, Karlsson Mark Stone (9:16) Assist: Karlsson Tredje perioden: Johnny Oduya (7:01) Assists: Thompson, Pageau Mike Hoffman (PP) (13:23) | Rapport | Första perioden: (13:13) Blake Comeau Assists: Barberio, Johnson Andra perioden: (8:34) Alexander Kerfoot (PP) Assists: Johnson, Andrighetto (10:36) Sven Andrighetto Assists: Kerfoot, Mironov Tredje perioden: — | Stockholm, Sverige Publik: 13 395 Domare: Steve Kozari, Brian Pochmara Linjedomare: Scott Driscoll, Tim Nowak | Stockholm, Sverige Publik: 13 395 Domare: Steve Kozari, Brian Pochmara Linjedomare: Scott Driscoll, Tim Nowak |
|  |                  | |         | | Stockholm, Sverige Publik: 13 395 Domare: Steve Kozari, Brian Pochmara Linjedomare: Scott Driscoll, Tim Nowak | Stockholm, Sverige Publik: 13 395 Domare: Steve Kozari, Brian Pochmara Linjedomare: Scott Driscoll, Tim Nowak |
|  |                  | |         | | Stockholm, Sverige Publik: 13 395 Domare: Steve Kozari, Brian Pochmara Linjedomare: Scott Driscoll, Tim Nowak | Stockholm, Sverige Publik: 13 395 Domare: Steve Kozari, Brian Pochmara Linjedomare: Scott Driscoll, Tim Nowak |

|                     | Ottawa Senators | Colorado Avalanche |
| ------------------- | --------------- | ------------------ |
| Powerplay           | 2/6             | 1/4                |
| Tacklingar          | 20              | 19                 |
| Vunna tekningar (%) | 59              | 41                 |
| Blockerade skott    | 15              | 20                 |
| Utvisningsminuter   | 10              | 14                 |

| Period | Ottawa Senators | Colorado Avalanche |
| ------ | --------------- | ------------------ |
| Första | 16              | 7                  |
| Andra  | 10              | 5                  |
| Tredje | 14              | 6                  |
| Totalt | 40              | 18                 |

#### Utvisningar
| Spelare             | Utvisning       | Utvisningsminuter | Tid             |
| Första perioden     | Första perioden | Första perioden   | Första perioden |
| ------------------- | --------------- | ----------------- | --------------- |
| Derick Brassard     | Tripping        | 2:00              | 15:15           |
| Andra perioden      |                 |                   |                 |
| Tom Pyatt           | Tripping        | 2:00              | 13:06           |
| Tredje perioden     |                 |                   |                 |
| Jean-Gabriel Pageau | Hög klubba      | 2:00              | 04:56           |
| Alexandre Burrows   | Roughing        | 2:00              | 00:06           |
| Källa:              |                 |                   |                 |

| Spelare                                            | Utvisning       | Utvisningsminuter | Tid             |
| Första perioden                                    | Första perioden | Första perioden   | Första perioden |
| -------------------------------------------------- | --------------- | ----------------- | --------------- |
| Andrej Mironov                                     | Interference    | 2:00              | 07:08           |
| Chris Bigras                                       | Hakning         | 2:00              | 01:09           |
| Andra perioden                                     |                 |                   |                 |
| Mark Barberio                                      | Slashing        | 2:00              | 03:16           |
| Tredje perioden                                    |                 |                   |                 |
| Mark Barberio                                      | Hakning         | 2:00              | 16:00           |
| Alexander Kerfoot                                  | Hakning         | 2:00              | 11:07           |
| Mark Barberio                                      | Tripping        | 2:00              | 06:47           |
| Gabriel Landeskog                                  | Roughing        | 2:00              | 00:06           |
| Termer: Förseelser som leder till utvisningsstraff |                 |                   |                 |

### Statistik

#### Ottawa Senators

##### Utespelare
| Spelare             | Mål | Assists | Poäng | +/− | Utvisningsminuter | Skott | Vunna tekningar (%) | Tacklingar | Tid på isen |
| ------------------- | --- | ------- | ----- | --- | ----------------- | ----- | ------------------- | ---------- | ----------- |
| Mike Hoffman        | 2   | 0       | 2     | 0   | 0                 | 2     | —                   | 0          | 18:16       |
| Erik Karlsson       | 0   | 2       | 2     | 0   | 0                 | 2     | —                   | 0          | 22:03       |
| Johnny Oduya        | 1   | 0       | 1     | 0   | 0                 | 2     | —                   | 0          | 16:37       |
| Mark Stone          | 1   | 0       | 1     | +1  | 0                 | 4     | 67                  | 1          | 22:43       |
| Derick Brassard     | 0   | 1       | 1     | +1  | 2                 | 3     | 29                  | 1          | 21:30       |
| Jean-Gabriel Pageau | 0   | 1       | 1     | +1  | 2                 | 0     | 69                  | 0          | 14:44       |
| Nate Thompson       | 0   | 1       | 1     | +1  | 0                 | 0     | 67                  | 1          | 14:36       |
| Alexandre Burrows   | 0   | 0       | 0     | -1  | 2                 | 1     | 100                 | 0          | 14:17       |
| Cody Ceci           | 0   | 0       | 0     | +1  | 0                 | 4     | —                   | 1          | 20:29       |
| Fredrik Claesson    | 0   | 0       | 0     | +1  | 0                 | 2     | —                   | 4          | 15:16       |
| Chris DiDomenico    | 0   | 0       | 0     | -1  | 0                 | 2     | 33                  | 2          | 15:04       |
| Matt Duchene        | 0   | 0       | 0     | -2  | 0                 | 8     | 79                  | 0          | 16:19       |
| Ryan Dzingel        | 0   | 0       | 0     | -1  | 0                 | 1     | —                   | 0          | 17:21       |
| Nick Paul           | 0   | 0       | 0     | 0   | 0                 | 2     | —                   | 1          | 6:09        |
| Dion Phaneuf        | 0   | 0       | 0     | -1  | 2                 | 3     | —                   | 2          | 19:54       |
| Tom Pyatt           | 0   | 0       | 0     | +1  | 2                 | 1     | —                   | 0          | 14:52       |
| Chris Wideman       | 0   | 0       | 0     | -1  | 0                 | 3     | —                   | 1          | 9:59        |
| Ben Harpur          | 0   | 0       | 0     | 0   | 0                 | 0     | —                   | 5          | 14:12       |
| Källa:              |     |         |       |     |                   |       |                     |            |             |

##### Målvakt
| Spelare        | Skott mot sig | Räddningar | Insläppta mål | Räddningsprocent | Utvisningsminuter | Tid på isen |
| -------------- | ------------- | ---------- | ------------- | ---------------- | ----------------- | ----------- |
| Mike Condon    | 10            | 7          | 3             | 0,700            | 0                 | 30:29       |
| Craig Anderson | 8             | 8          | 0             | 1,000            | 0                 | 29:24       |
| Källa:         |               |            |               |                  |                   |             |

#### Colorado Avalanche

##### Utespelare
| Spelare           | Mål | Assists | Poäng | +/− | Utvisningsminuter | Skott | Vunna tekningar (%) | Tacklingar | Tid på isen |
| ----------------- | --- | ------- | ----- | --- | ----------------- | ----- | ------------------- | ---------- | ----------- |
| Sven Andrighetto  | 1   | 1       | 2     | 0   | 0                 | 1     | —                   | 1          | 13:59       |
| Alexander Kerfoot | 1   | 1       | 2     | +1  | 2                 | 1     | 46                  | 1          | 14:59       |
| Erik Johnson      | 0   | 2       | 2     | 0   | 0                 | 3     | —                   | 2          | 27:44       |
| Blake Comeau      | 1   | 0       | 1     | 0   | 0                 | 1     | 25                  | 1          | 15:32       |
| Mark Barberio     | 0   | 1       | 1     | +1  | 6                 | 0     | —                   | 0          | 16:32       |
| Andrej Mironov    | 0   | 1       | 1     | 0   | 2                 | 0     | —                   | 2          | 10:43       |
| Tyson Barrie      | 0   | 0       | 0     | -1  | 0                 | 3     | —                   | 1          | 25:04       |
| Chris Bigras      | 0   | 0       | 0     | 0   | 2                 | 2     | —                   | 0          | 16:07       |
| Gabriel Bourque   | 0   | 0       | 0     | 0   | 0                 | 0     | —                   | 1          | 10:58       |
| J.T. Compher      | 0   | 0       | 0     | -1  | 0                 | 0     | 78                  | 2          | 11:45       |
| Samuel Girard     | 0   | 0       | 0     | 0   | 0                 | 2     | —                   | 1          | 22:39       |
| Rocco Grimaldi    | 0   | 0       | 0     | 0   | 0                 | 0     | 0                   | 1          | 8:09        |
| Nail Jakupov      | 0   | 0       | 0     | 0   | 0                 | 2     | —                   | 1          | 12:38       |
| Gabriel Landeskog | 0   | 0       | 0     | 0   | 2                 | 1     | 100                 | 4          | 20:59       |
| Nathan MacKinnon  | 0   | 0       | 0     | 0   | 0                 | 2     | 35                  | 0          | 20:00       |
| Matt Nieto        | 0   | 0       | 0     | 0   | 0                 | 0     | —                   | 0          | 13:56       |
| Mikko Rantanen    | 0   | 0       | 0     | 0   | 0                 | 0     | 33                  | 1          | 19:02       |
| Colin Wilson      | 0   | 0       | 0     | -1  | 0                 | 0     | 14                  | 0          | 11:12       |
| Källa:            |     |         |       |     |                   |       |                     |            |             |

##### Målvakt
| Spelare          | Skott mot sig | Räddningar | Insläppta mål | Räddningsprocent | Utvisningsminuter | Tid på isen |
| ---------------- | ------------- | ---------- | ------------- | ---------------- | ----------------- | ----------- |
| Jonathan Bernier | 40            | 36         | 4             | 0,900            | 0                 | 58:31       |
| Källa:           |               |            |               |                  |                   |             |